# یواس‌اس ویجن (ای‌ام‌اس-۲۰۸)
یواس‌اس ویجن (ای‌ام‌اس-۲۰۸) (به انگلیسی: USS Widgeon (AMS-208)) یک کشتی بود که طول آن ۱۴۵ فوت (۴۴ متر) بود. این کشتی در سال ۱۹۵۴ ساخته شد.